# Stykkishólmur
Stykkishólmur er en islandsk by, der ligger på nordsiden af halvøen Snæfellsnes. Med en smuk og velbevaret bymidte.
Hovedbeskæftigelsen er fisk og turisme.
Byen er kendt som porten til de tusind øer på Breiðafjörður, som er kendt for smukke øer og det vilde fugleliv.
Byens kirke er arkitektmæssigt interessent, på toppen af byens højeste punkt. Den ser godt ud fra land og hav, og udsigten over Breiðafjörður er spektakulær.
Byen har en god svømmehal med fire jacuzzier og en vandrutchebane.
Der er 172 km til Reykjavik fra Stykkishólmur.
Der er åbent Wi-Fi for turister, flere hoteller, vandrehjem og Bed and Breakfast, samt campingplads.
Der er flere cafeer og restauranter.
Byen har ca. 1100 indbyggere, fire kirker og et hospital.
Fra byens havn er der færgefart til Vestfjordene via øen Flatey til Brjánslækur, desuden er der tursejlads for turister der ønsker at se fugle på øerne nær byen i Breiðafjörður.
Havnen i Stykkishólmur blev forbedret, da man lavede en dæmning ud til den lille ø nord for havnen hvorpå fyrtårnet står.
I byen findes flere museer og udstillinger, bl.a. Norska Húsið, Vulkan museet og "Vandbiblioteket"